# Setantops meruensis
Setantops meruensis là một loài tò vò trong họ Ichneumonidae.